# Goualade
Goualade (Gualada en gascon) est une commune du Sud-Ouest de la France, située dans le département de la Gironde en région Nouvelle-Aquitaine.
Ses habitants sont appelés les Goualadais.

## Géographie

### Localisation
- 1Carte dynamique
- 2Carte OpenStreetMap
- 3Carte topographique
- 4Carte avec les communes environnantes

Située dans les Landes de Gascogne (Haute-Lande-Girondine), la commune se trouve à 74 km au sud-est de Bordeaux, chef-lieu du département, à 31 km au sud-sud-est de Langon, chef-lieu d'arrondissement et à 13 km à l'est-nord-est de Captieux, ancien chef-lieu de canton.

### Communes limitrophes
Les communes limitrophes en sont Marions au nord-nord-est, Saint-Martin-Curton (Lot-et-Garonne) au nord-est, Saint-Michel-de-Castelnau au sud-est, Giscos au sud et Lerm-et-Musset au nord-ouest.
| Lerm-et-Musset | Marions  | Saint-Martin-Curton (L. & G.) |
|                | Goualade |                               |
|                | Giscos   | Saint-Michel-de-Castelnau     |

### Climat
Pour des articles plus généraux, voir Climat de la Nouvelle-Aquitaine et Climat de la Gironde.
Historiquement, la commune est exposée à un climat océanique aquitain.  
En 2020, Météo-France publie une typologie des climats de la France métropolitaine dans laquelle la commune est exposée à un climat océanique et est dans la région climatique  Aquitaine, Gascogne, caractérisée par une pluviométrie abondante au printemps, modérée en automne, un faible ensoleillement au printemps, un été chaud (19,5 °C), des vents faibles, des brouillards fréquents en automne et en hiver et des orages fréquents en été (15 à 20 jours).
Pour la période 1971-2000, la température annuelle moyenne est de 13 °C, avec une amplitude thermique annuelle de 14,8 °C. Le cumul annuel moyen de précipitations est de 874 mm, avec 11,3 jours de précipitations en janvier et 6,9 jours en juillet. Pour la période 1991-2020, la température moyenne annuelle observée sur la station météorologique la plus proche, située sur la commune de Saint-Martin-Curton à 12,49 km à vol d'oiseau, est de 0,0 °C et le cumul annuel moyen de précipitations est de 0,0 mm,. Pour l'avenir, les paramètres climatiques de la commune estimés pour 2050 selon différents scénarios d'émission de gaz à effet de serre sont consultables sur un site dédié publié par Météo-France en novembre 2022.

## Urbanisme

### Typologie
Au 1er janvier 2024, Goualade est catégorisée commune rurale à habitat très dispersé, selon la nouvelle grille communale de densité à sept niveaux définie par l'Insee en 2022.
Elle est située hors unité urbaine et hors attraction des villes,.

### Occupation des sols

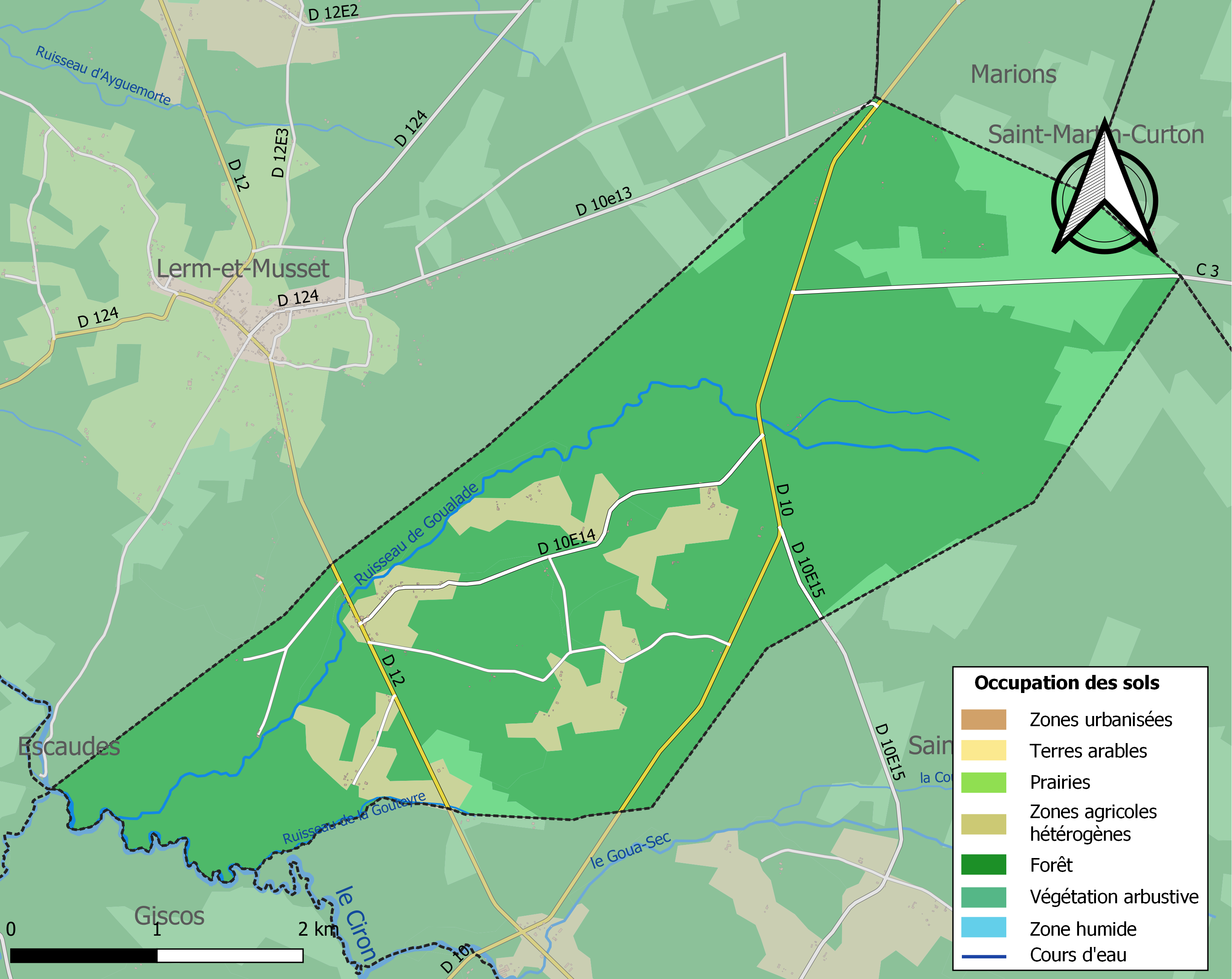
Carte des infrastructures et de l'occupation des sols de la commune en 2018 (CLC).

L'occupation des sols de la commune, telle qu'elle ressort de la base de données européenne d’occupation biophysique des sols Corine Land Cover (CLC), est marquée par l'importance des forêts et milieux semi-naturels (91,4 % en 2018), une proportion identique à celle de 1990 (91,4 %). La répartition détaillée en 2018 est la suivante : 
forêts (81,4 %), milieux à végétation arbustive et/ou herbacée (10 %), zones agricoles hétérogènes (8,6 %). L'évolution de l’occupation des sols de la commune et de ses infrastructures peut être observée sur les différentes représentations cartographiques du territoire : la carte de Cassini (XVIIIe siècle), la carte d'état-major (1820-1866) et les cartes ou photos aériennes de l'IGN pour la période actuelle (1950 à aujourd'hui).

### Voies de communication et transports
La principale voie de communication routière est la route départementale D 12 qui traverse le bourg et mène vers le nord-ouest à Lerm-et-Musset et au-delà à Bazas et vers le sud-est à Saint-Michel-de-Castelnau puis vers l'est à Casteljaloux (Lot-et-Garonne) ; l'est du territoire communal est traversé par la route départementale D 10 qui peut être gagnée, depuis le bourg, par la route départementale D 10e14 et qui relie Grignols au nord-est à Giscos au sud-ouest et au-delà Captieux vers l'ouest.
L'accès à l'autoroute A62 (Bordeaux-Toulouse) le plus proche est celui de  4 La Réole qui se situe à 28 km vers le nord-nord-est.

L'accès  1 Bazas à l'autoroute A65 (Langon-Pau) se situe à 19 km vers le nord-ouest.
La gare SNCF la plus proche est celle de Langon, sur la ligne Bordeaux - Sète du TER Nouvelle-Aquitaine, qui se situe à 31 km vers le nord-ouest.

### Risques majeurs
Le territoire de la commune de Goualade est vulnérable à différents aléas naturels : météorologiques (tempête, orage, neige, grand froid, canicule ou sécheresse), inondations, feux de forêts et séisme (sismicité très faible). Un site publié par le BRGM permet d'évaluer simplement et rapidement les risques d'un bien localisé soit par son adresse soit par le numéro de sa parcelle.
La commune a été reconnue en état de catastrophe naturelle au titre des dommages causés par les inondations et coulées de boue survenues en 1982, 1999, 2008 et 2009,.
Goualade est exposée au risque de feu de forêt. Depuis le 20 avril 2016, les départements de la Gironde, des Landes et de Lot-et-Garonne disposent d’un règlement interdépartemental de protection de la forêt contre les incendies. Ce règlement vise à mieux prévenir les incendies de forêt, à faciliter les interventions des services et à limiter les conséquences, que ce soit par le débroussaillement, la limitation de l’apport du feu ou la réglementation des activités en forêt. Il définit en particulier cinq niveaux de vigilance croissants auxquels sont associés différentes mesures,.

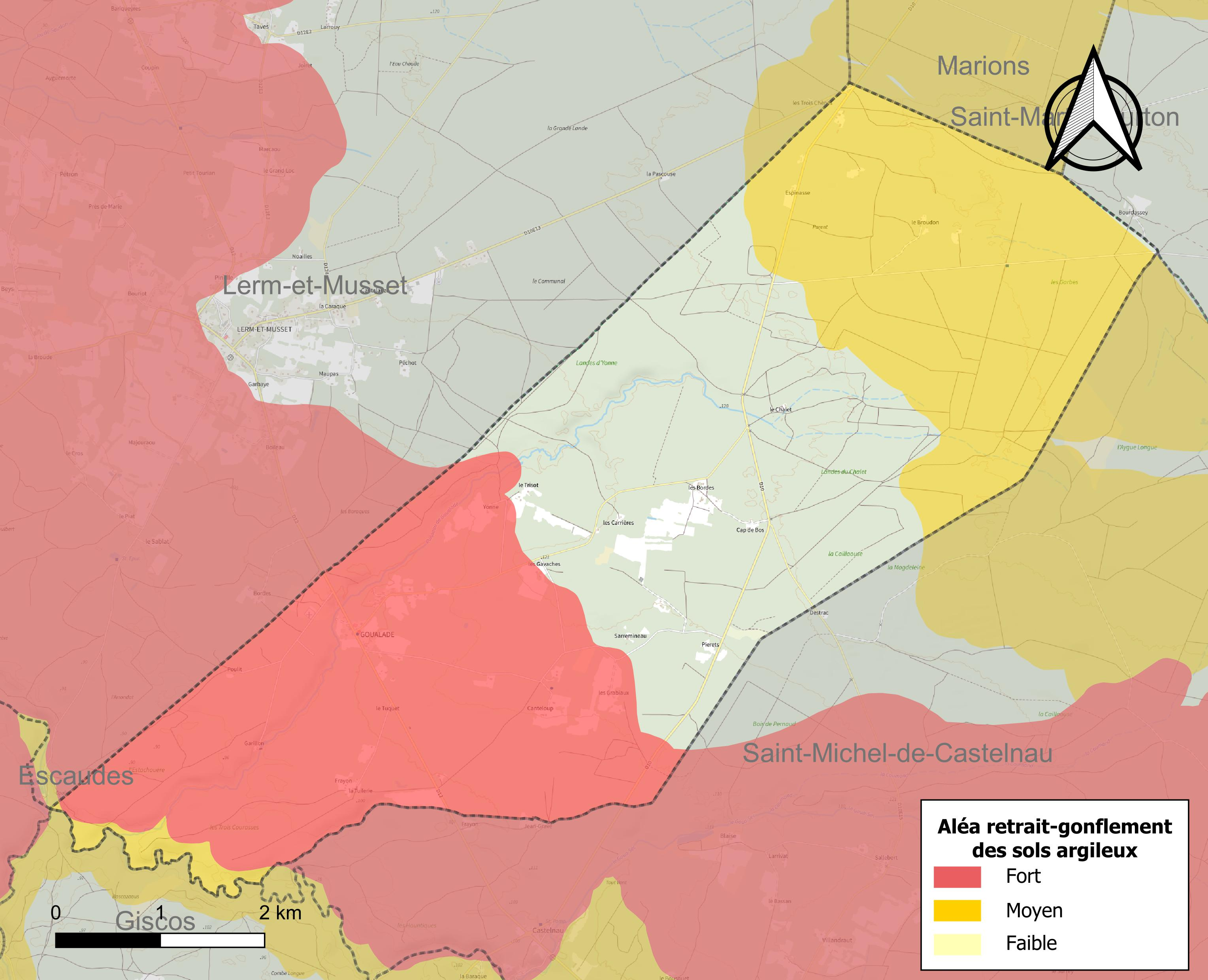
Carte des zones d'aléa retrait-gonflement des sols argileux de Goualade.

Le retrait-gonflement des sols argileux est susceptible d'engendrer des dommages importants aux bâtiments en cas d’alternance de périodes de sécheresse et de pluie. 63,7 % de la superficie communale est en aléa moyen ou fort (67,4 % au niveau départemental et 48,5 % au niveau national). Sur les 72 bâtiments dénombrés sur la commune en 2019, 58 sont en aléa moyen ou fort, soit 81 %, à comparer aux 84 % au niveau départemental et 54 % au niveau national. Une cartographie de l'exposition du territoire national au retrait gonflement des sols argileux est disponible sur le site du BRGM,.
Par ailleurs, afin de mieux appréhender le risque d’affaissement de terrain, l'inventaire national des cavités souterraines permet de localiser celles situées sur la commune.
Concernant les mouvements de terrains, la commune a été reconnue en état de catastrophe naturelle au titre des dommages causés par des mouvements de terrain en 1999.

## Toponymie
Goualade dérive directement du latin aqua lata "large cours d'eau". En effet, en passant au gascon, le son [kw] se sonorise en [gw], et le t intervocalique donne d.

## Histoire
À la Révolution, la paroisse Saint-Seurin de Goualade forme la commune de Goualade.

## Politique et administration
| Période                                  | Période   | Identité         | Étiquette | Qualité           |
| ---------------------------------------- | --------- | ---------------- | --------- | ----------------- |
| mars 2001                                | mars 2008 | Henri Lacampagne |           |                   |
| mars 2008                                | mars 2014 | Alain Aucoin     |           |                   |
| mars 2014                                | En cours  | René Cardoit     | LR        | Chef d'entreprise |
| Les données manquantes sont à compléter. |           |                  |           |                   |

### Communauté de communes
Le 1er janvier 2014, la communauté de communes de Captieux-Grignols ayant été supprimée, la commune de Goualade s'est retrouvée intégrée à la communauté de communes du Bazadais siégeant à Bazas.

## Démographie
L'évolution du nombre d'habitants est connue à travers les recensements de la population effectués dans la commune depuis 1793. Pour les communes de moins de 10 000 habitants, une enquête de recensement portant sur toute la population est réalisée tous les cinq ans, les populations de référence des années intermédiaires étant quant à elles estimées par interpolation ou extrapolation. Pour la commune, le premier recensement exhaustif entrant dans le cadre du nouveau dispositif a été réalisé en 2007.

En 2022, la commune comptait 107 habitants, en évolution de +10,31 % par rapport à 2016 (Gironde : +6,91 %, France hors Mayotte : +2,11 %).
| 1793 | 1800 | 1806 | 1821 | 1831 | 1836 | 1841 | 1846 | 1851 |
| ---- | ---- | ---- | ---- | ---- | ---- | ---- | ---- | ---- |
| 235  | 239  | 224  | 304  | 346  | 342  | 340  | 326  | 330  |

| 1856 | 1861 | 1866 | 1872 | 1876 | 1881 | 1886 | 1891 | 1896 |
| ---- | ---- | ---- | ---- | ---- | ---- | ---- | ---- | ---- |
| 398  | 381  | 361  | 325  | 311  | 287  | 318  | 304  | 311  |

| 1901 | 1906 | 1911 | 1921 | 1926 | 1931 | 1936 | 1946 | 1954 |
| ---- | ---- | ---- | ---- | ---- | ---- | ---- | ---- | ---- |
| 307  | 316  | 323  | 278  | 257  | 226  | 206  | 206  | 196  |

| 1962 | 1968 | 1975 | 1982 | 1990 | 1999 | 2006 | 2007 | 2012 |
| ---- | ---- | ---- | ---- | ---- | ---- | ---- | ---- | ---- |
| 192  | 152  | 115  | 79   | 76   | 77   | 81   | 81   | 98   |

| 2017 | 2022 | - | - | - | - | - | - | - |
| ---- | ---- | - | - | - | - | - | - | - |
| 91   | 107  | - | - | - | - | - | - | - |

## Lieux et monuments
- L'église Saint-Antoine, de style roman, fut initialement construite vers le XIIe ; elle comporte, entre autres, une nef voûtée en berceau, un chevet en berceau brisé et des bas-côtés de style gothique voûtés d'ogives ; elle est inscrite au titre des monuments historiques depuis 1925[29].
- La bergerie ronde, construite en forme circulaire vers la fin du XVIIIe siècle ou le début du XIXe, fut tronquée et devint ovale ultérieurement ; il s'agirait de la dernière bergerie courbe du pays landais ; ce bâtiment unique vient d'être restauré et est également inscrit au titre des monuments historiques depuis 1992[30].

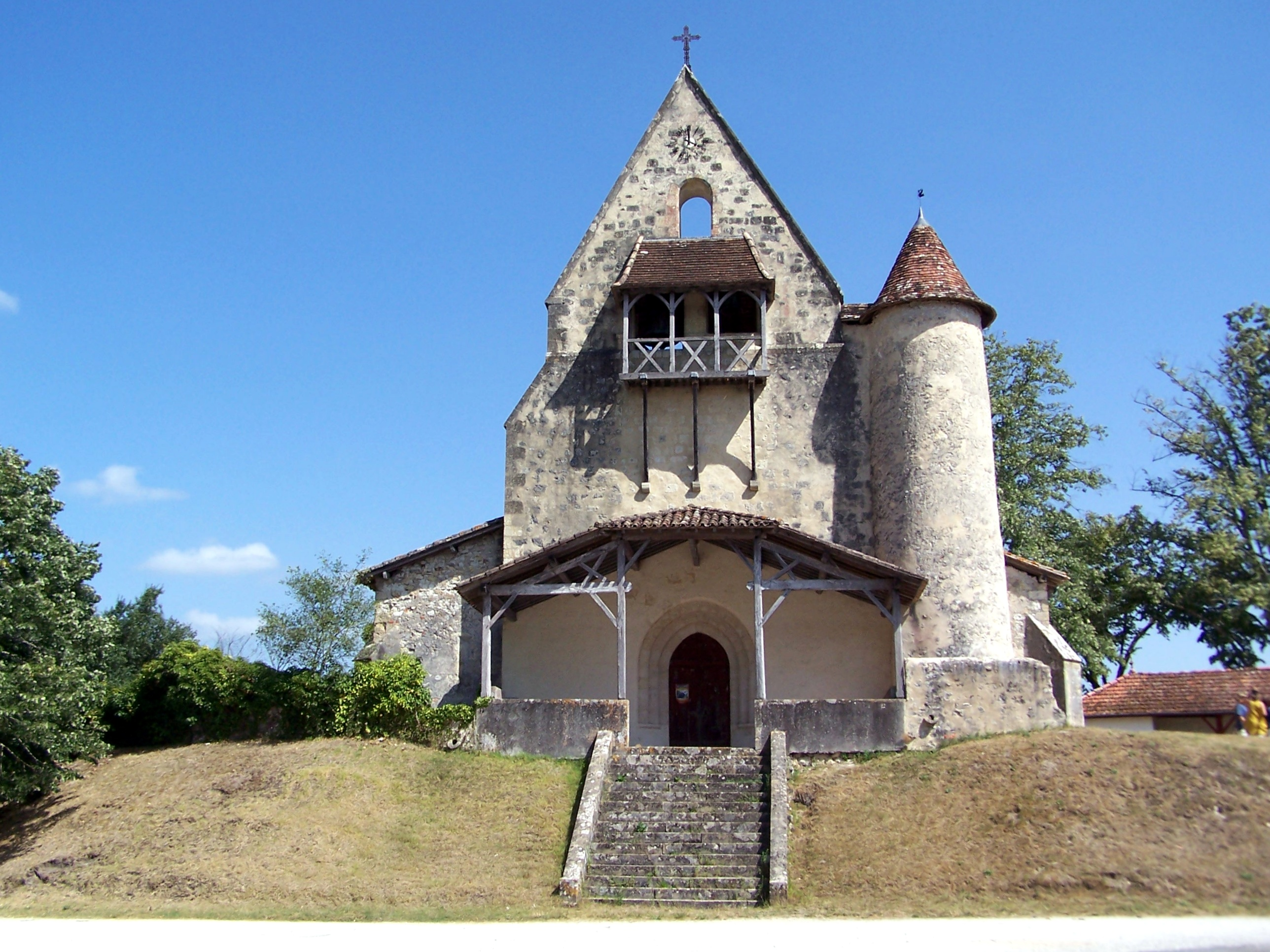
Façade ouest de l'église Saint-Antoine (août 2012)
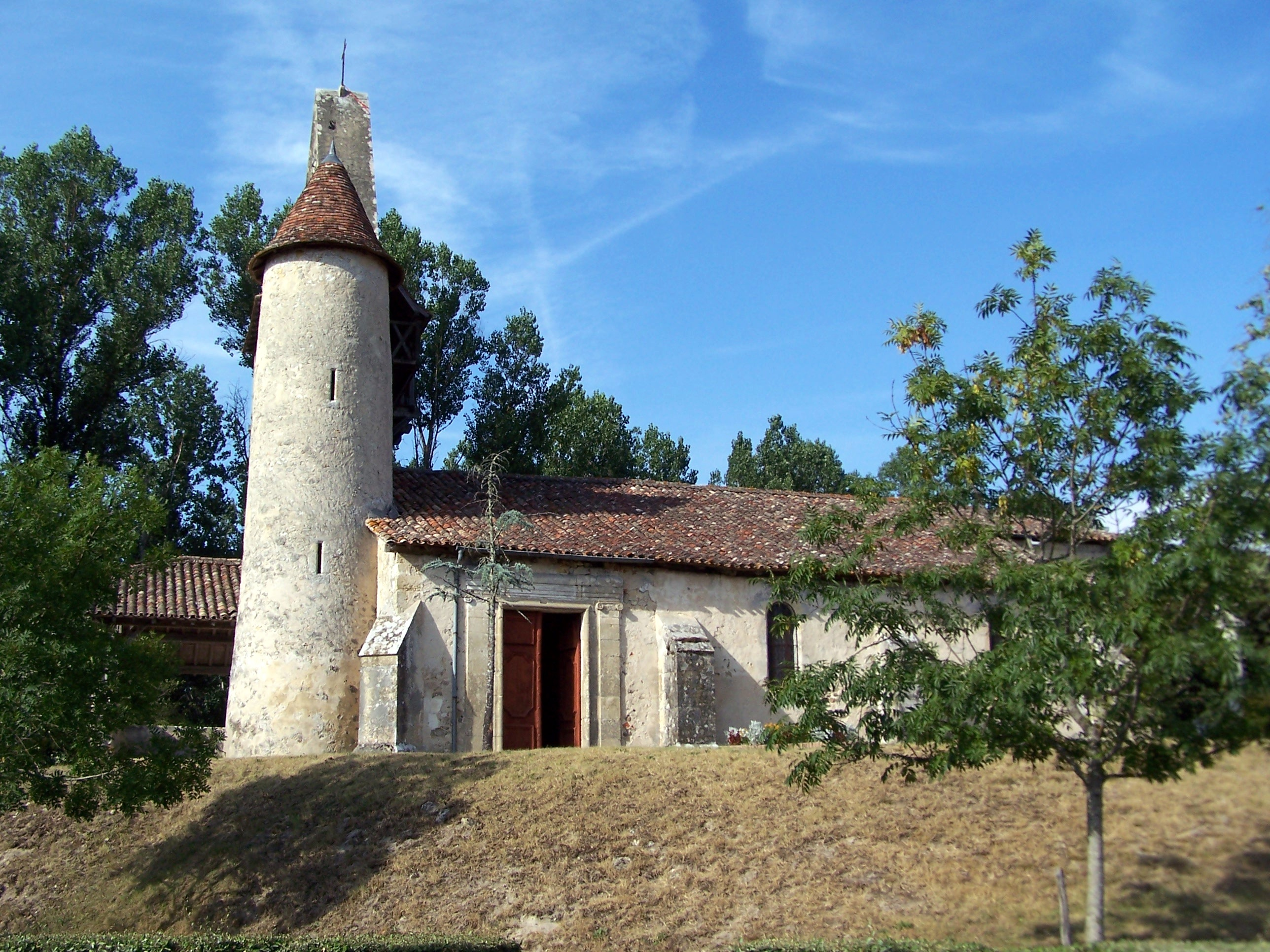
Vue sud de l'église Saint-Antoine (août 2012)
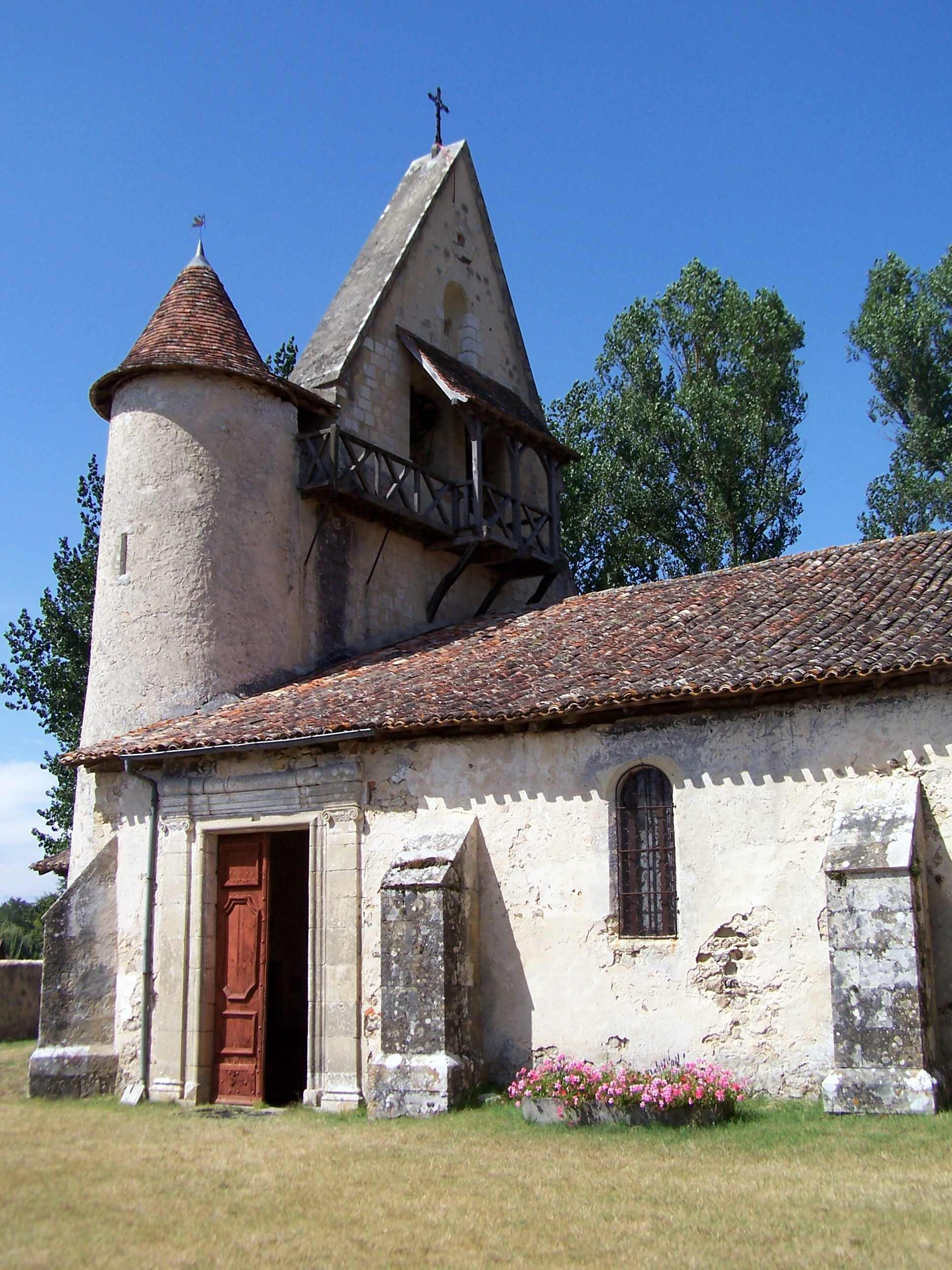
Vue sud-est de l'église (août 2012)
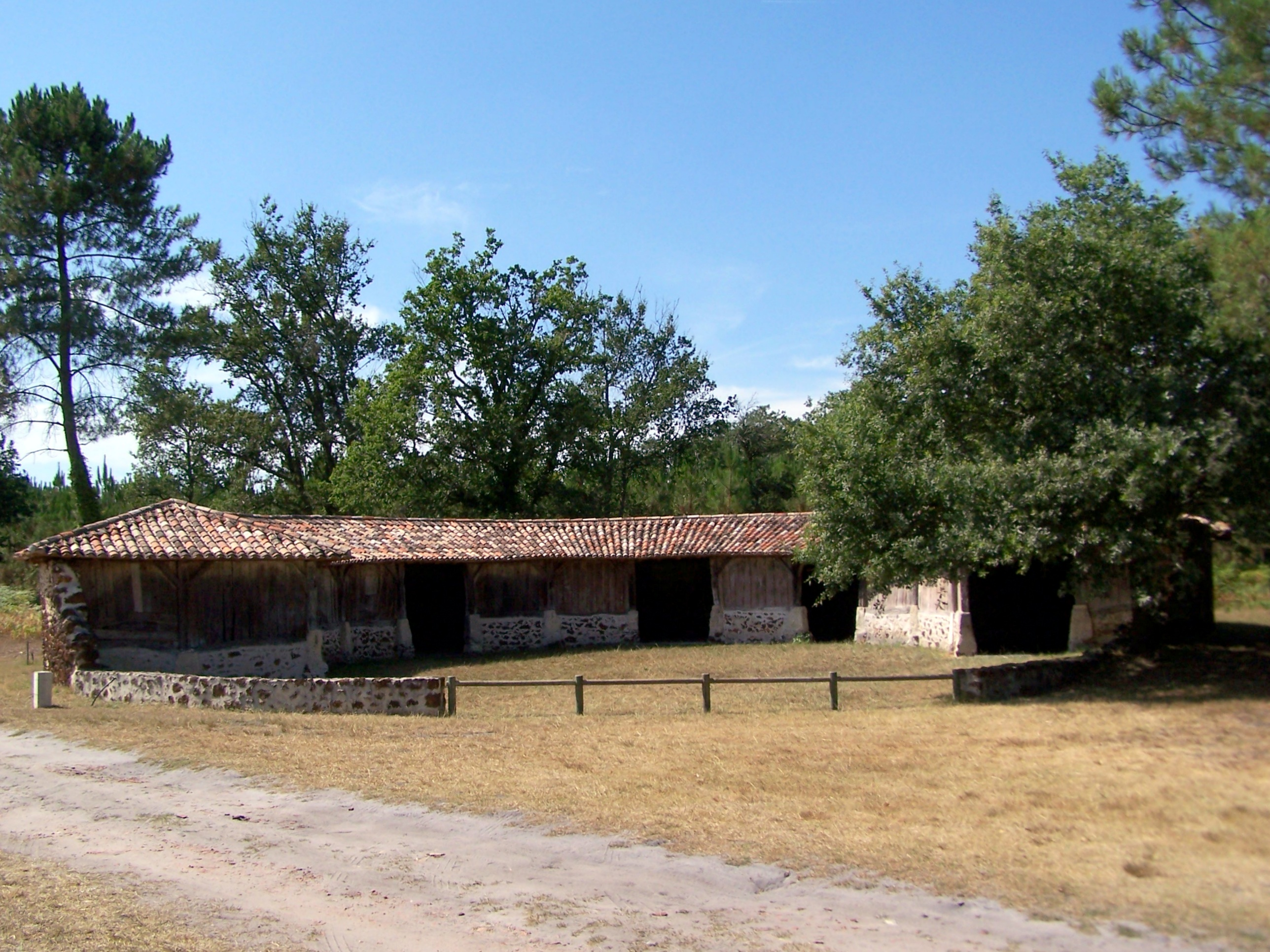
La bergerie ronde (août 2012)
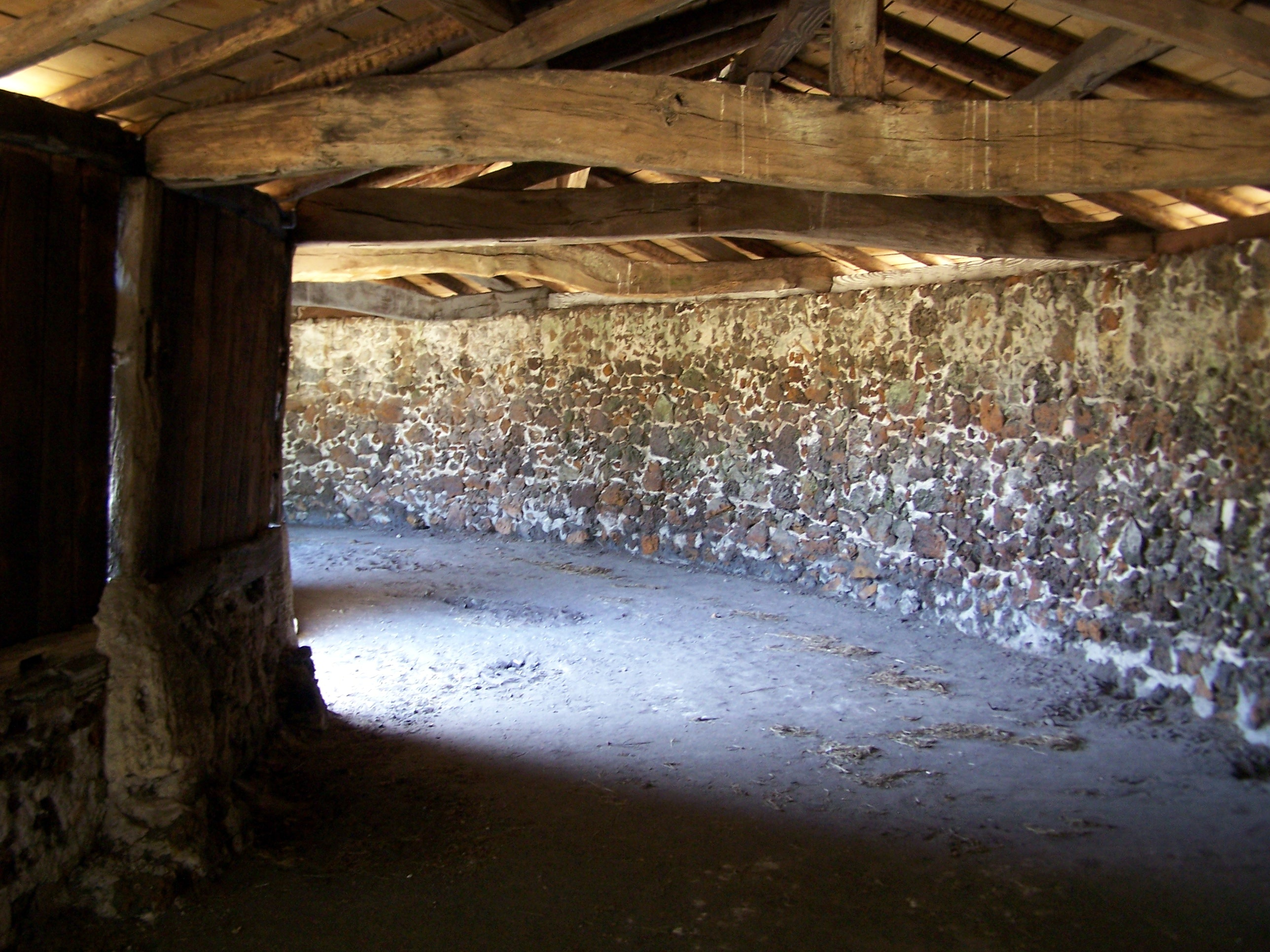
Intérieur de la bergerie (août 2012)
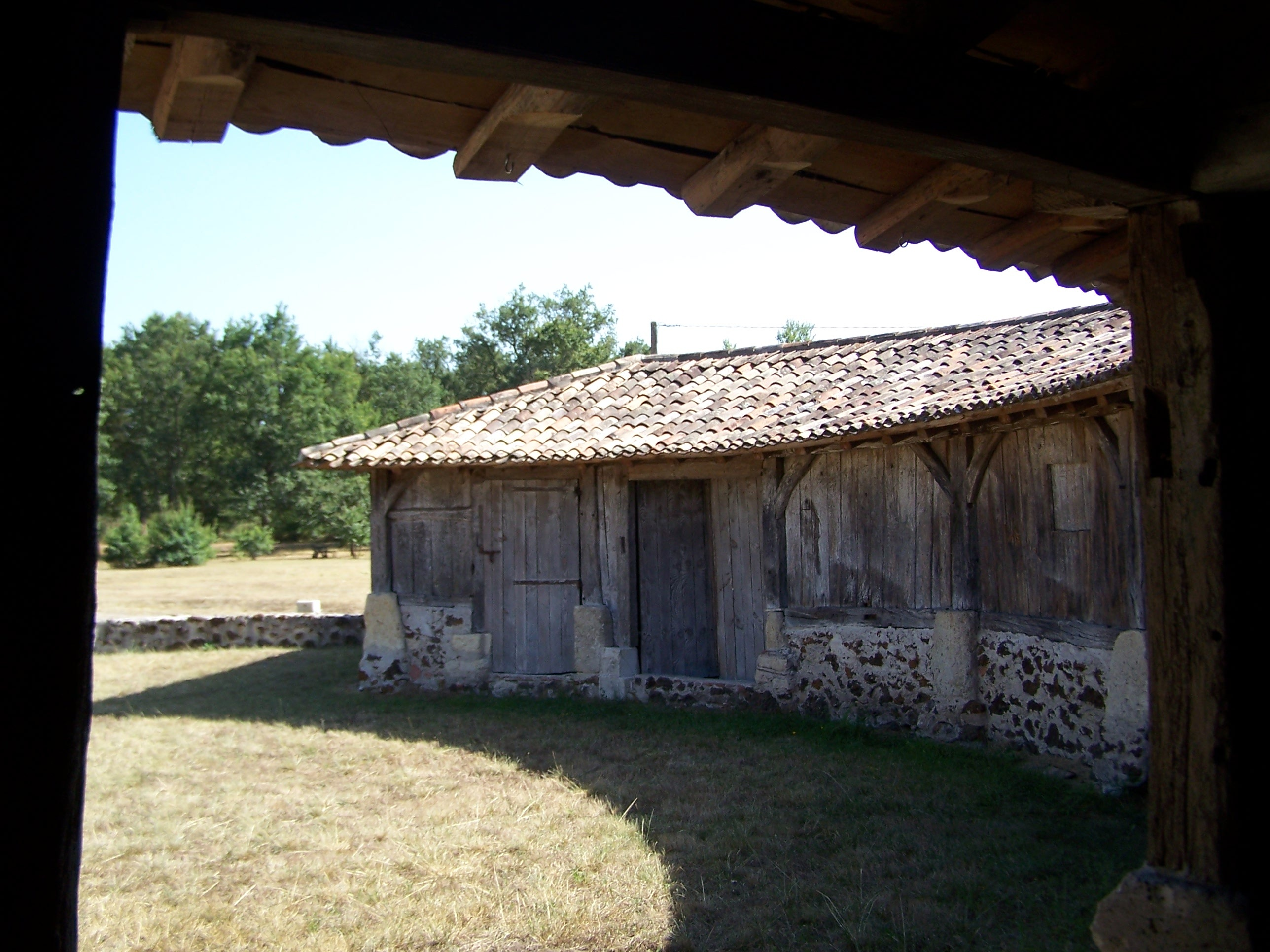
Vue de l'intérieur de la bergerie (août 2012)
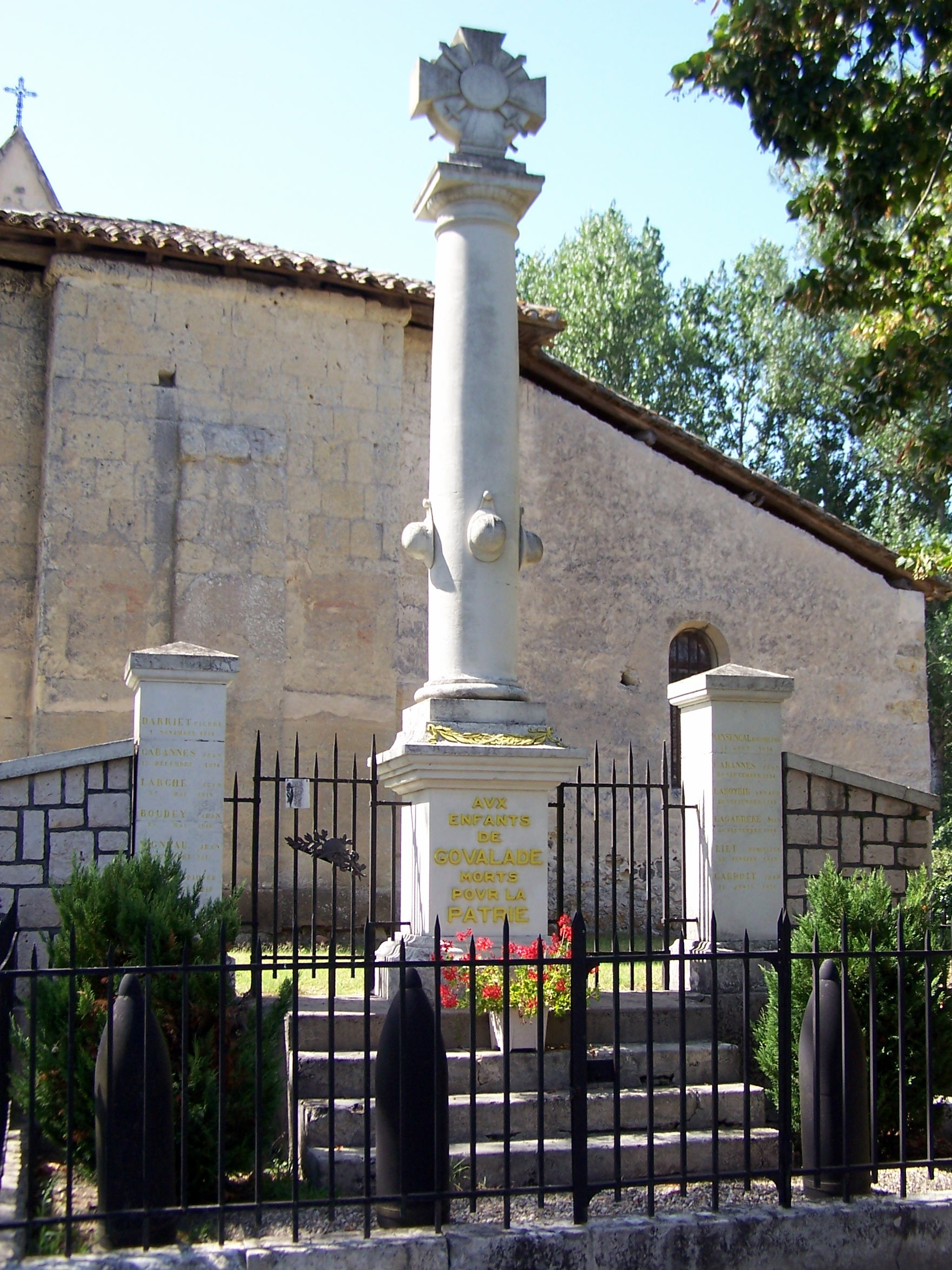
Le monument aux morts derrière l'église (août 2012)